# أندرو ب ديكنسون
أندرو ب ديكنسون (بالإنجليزية: Andrew B. Dickinson)‏ (و. 1801 – 1873 م)هو دبلوماسي، وسياسي من الولايات المتحدة الأمريكية .
وهو عضو في الحزب الجمهوري، الحزب الديمقراطي الأمريكي .